# Farafenni
Farafenni är en stad i Gambia. Staden hade 27 936 invånare vid folkräkningen 2013.